# Peter Anthony
Peter Anthony, né le 19 mai 1971, est un réalisateur de documentaires et de courts-métrages danois.

## Filmographie
- 2014 : The Man Who Saved the World